# Scoliosia debrunneata
Scoliosia debrunneata là một loài bướm đêm thuộc phân họ Arctiinae, họ Erebidae.